# Илинден (егейска организация)
Вижте пояснителната страница за други значения на Илинден.
„Илинден“ е комунистическа организация на бежанците от Егейска Македония с български произход в източноевропейските страни след Гражданската война в Гърция, съществувала от 1952 до 1956 година.
Основана е от Комунистическата партия на Гърция след разпускането на Народоосвободителния фронт, Народоосвободителния младежки съюз и Антифашисткия фронт на жените. Учредителният конгрес се състои в село Кросциенко, Полша с участието на 162 делегати. За председател е избран Пандо Войнов, а за секретар – Ставро Кочев.
Политическият орган на Централния съвет на организацията е списание „Илинден“, списван на така наречената Егейска македонска литературна норма - костурско-лерински диалект с българска азбука. След VІ пленум на Централния комитет на Комунистическата партия на Гърция в 1956 година организацията е разпусната.